# Lijst van rijksmonumenten in Feerwerd
De plaats Feerwerd telt 11 inschrijvingen in het rijksmonumentenregister. Hieronder een overzicht. 
| Object                                                                    | Oorspronkelijke functie? | Bouwjaar                           | Architect                        | Locatie                              | Coördinaten?                  | Nr.?   | Afbeelding                                               |
| ------------------------------------------------------------------------- | ------------------------ | ---------------------------------- | -------------------------------- | ------------------------------------ | ----------------------------- | ------ | -------------------------------------------------------- |
| Landelijk pand onder laag schilddak met hoekschoorstenen                  | Nijverheid               | 1850-1875                          |                                  | Aduarderdiep 1 (Schifpot)            | 53° 18' 22" NB, 6° 28' 46" OL | 15551  | Meer afbeeldingen                                        |
| Landelijk pand onder laag schilddak met hoekschoorstenen                  | Woonhuis                 | ca. 1860                           |                                  | Valgeweg 9                           | 53° 18' 26" NB, 6° 27' 53" OL | 15552  | Landelijk pand onder laag schilddak met hoekschoorstenen |
| Hervormde kerk op kerkhof (Jacobuskerk)                                   | Kerk en kerkonderdeel    | 1300-1350 1859 (verb., toren)      |                                  | Valgeweg 3                           | 53° 18' 23" NB, 6° 27' 55" OL | 15553  | Meer afbeeldingen                                        |
| Pand onder zadeldak met wolfseinden                                       | Woonhuis                 | 1850-1875                          |                                  | Valgeweg 11                          | 53° 18' 27" NB, 6° 27' 53" OL | 15554  | Meer afbeeldingen                                        |
| Pand onder schilddak met hoekschoorstenen                                 | Woonhuis                 | 1850-1875                          |                                  | Valgeweg 12                          | 53° 18' 25" NB, 6° 27' 54" OL | 15555  | Meer afbeeldingen                                        |
| Pand onder schilddak                                                      | Woonhuis                 | 1850-1875                          |                                  | Valgeweg 16                          | 53° 18' 26" NB, 6° 27' 52" OL | 15556  | Meer afbeeldingen                                        |
| Kop-hals-rompboerderij met lang voorhuis tussen topgevels (Groot-Beswerd) | Boerderij                | 1800-1850                          |                                  | Meedenerweg 23                       | 53° 17' 7" NB, 6° 27' 36" OL  | 15557  | Meer afbeeldingen                                        |
| Joeswert                                                                  | Korenmolen               | 1855 1976-'78 (rest.) 2010 (rest.) | W.D. Faber Doornbosch (1976-'78) | Mentaweg 3                           | 53° 18' 19" NB, 6° 27' 54" OL | 15558  | Meer afbeeldingen                                        |
| Rolpaal                                                                   | Scheepshulpmiddel        | 1850-1900                          |                                  | Mentaweg, aan het Oldehoofsch kanaal | 53° 18' 20" NB, 6° 27' 38" OL | 510778 | Rolpaal                                                  |
| Rolpaal                                                                   | Scheepshulpmiddel        | 1850-1900                          |                                  | Mentaweg, aan het Oldehoofsch kanaal | 53° 18' 20" NB, 6° 27' 38" OL | 510779 | Rolpaal                                                  |
| Hervormde pastorie                                                        | Dienstwoning             | 1882-'83                           | Hendrik de Herder                | Valgeweg 2                           | 53° 18' 22" NB, 6° 27' 54" OL | 510819 | Hervormde pastorie                                       |